# Clarencia
Clarencia is een geslacht van kevers uit de familie van de loopkevers (Carabidae). De wetenschappelijke naam van het geslacht is voor het eerst geldig gepubliceerd in 1917 door Sloane.

## Soorten
Het geslacht Clarencia omvat de volgende soorten:
- Clarencia aliena (Pascoe, 1860)
- Clarencia angusticollis (Macleay, 1888)
- Clarencia breviceps Baehr, 2005
- Clarencia papua Darlington, 1968
- Clarencia quadridens Darlington, 1968